# Hemigyrus annamensis
Hemigyrus annamensis är en insektsart som beskrevs av Andrej Vasiljevitj Gorochov och Volchenkova 1998. Hemigyrus annamensis ingår i släktet Hemigyrus och familjen vårtbitare. Inga underarter finns listade i Catalogue of Life.